# Елевферий (Диденко)
Архимандрит Елевферий (в миру Евгений Анатольевич Диденко; 4 ноября 1940, Батайск, Ростовская область — 5 мая 2016, Самара) — архимандрит Русской православной церкви, духовник Самарской духовной семинарии.

## Биография
В 1972 году вместе с иереем Георгием Глазуновым тайно извлёк останки Феофана Затворника из закрытого Вышенского монастыря и перевёз в Троице-Сергиеву лавру.
В 1973 году окончил Московскую духовную академию и с того же года преподавал в Московских духовных школах (МДАиС). Преподавал Священное Писание и гомилетику.
В 1974 году назначен помощником инспектора МДАиС. С 1974 по 1983 год — старший помощник инспектора МДАиС.
С 1983 по 1985 год — заведующий Церковно-археологическим кабинетом в сане архимандрита.
В 1989 году назначен наместником Киево-Печерской лавры. По словам архимандрита Алипия (Светличного), «был больше духовником, чем начальником».
13 сентября 1989 года решением Священного синода был назначен инспектором возрождённой тогда же Киевской духовной семинарии.
22 января 1992 года смещён с настоятельства митрополитом Филаретом (Денисенко) за отказ братии Киево-Печерской лавры поставить подписи в поддержку решения Собора Украинской православной церкви о даровании ей автокефалии.
С 1992 по 2000 год служил настоятелем храма Преображения Господня города Уральска.
С 2000 по июль 2007 год служил клириком Свято-Троице-Сергиева храма города Самары (ныне подворья Заволжского мужского монастыря в честь Честного и Животворящего Креста Господня в селе Подгоры).
Впоследствии служил клириком храма в честь преподобных Антония и Феодосия Печерских в Самаре, был духовником Самарской семинарии.
В 2012 году тяжело заболел.
Скончался 5 мая 2016 года после продолжительной болезни на 76-м году жизни.
6 мая 2016 года к вечернему богослужению в Иверский женский монастырь был доставлен гроб с телом почившего. По завершении пасхальной утрени в обитель прибыл митрополит Самарский и Сызранский Сергий (Полеткин), который совершил литию по новопреставленному архимандриту Елевферию. За богослужением молились преподаватели и воспитанники Самарской семинарии. 7 мая 2016 года в соборном храме Иверского женского монастыря епископ Бузулукский и Сорочинский Алексий (Антипов) в сослужении епископа Жигулевского Фомы (Мосолова), викария Самарской епархии, братии обители в священном сане и многочисленного городского духовенства совершил Божественную литургию и чин погребения почившего на территории обители.
Как отметил архимандрит Алипий (Светличный), «это был прекрасный священник, удивительный человек, отец и печальник, наследовавший святоотеческие примеры. Я не мог не чувствовать его благоговения во время служб Богу, понимал его трепет, когда он читал Священное Писание. Его касание к Евангелию — были для меня уроком!».

## Публикации
- О двух естествах Богочеловека (из христологии святого Григория Богослова) // Журнал Московской Патриархии. 1973. — № 4. — С. 72-74.
- Посещение Святейшим Патриархом Московских духовных школ // Журнал Московской Патриархии. 1978. — № 2. — С. 21.
- О духовном зрении // Журнал Московской Патриархии. 1981. — № 4. — С. 30-31.
- Магистерский диспут в Московской Духовной Академии [архимандрит Иоанн (Маслов). «Святитель Тихон Задонский и его учение о спасении»] // Журнал Московской Патриархии. 1983. — № 6. — С. 20-22.
- Воспитывать опытных пастырей (Поздравление духовника СамПДС, клирика храма в честь прп. Сергия Радонежского архимандрита Елевферия (Диденко)) // Православная народная газета № 19, (76) октябрь 2004
- «Архимандрит Елевферий (Диденко) о духовном наставничестве» (интервью), сайт Киево-Печерской лавры, 16 января 2009: